# Восточный (Тальменский район)
Восточный — посёлок в Тальменском районе Алтайского края России, входит в состав Новоозёрского сельсовета.

## География
Расположен на правом берегу реки Кашкарагаиха, в 11 км к северо-востоку от центра сельского поселения станции Озерки.

## Население
| 1997 | 1998 | 1999 | 2000 | 2001 | 2002 |
| ---- | ---- | ---- | ---- | ---- | ---- |
| 699  | ↗723 | ↗724 | ↘714 | ↗728 | ↘637 |
| 2003 | 2005 | 2006 | 2007 | 2008 | 2009 |
| ↗650 | ↘645 | ↗660 | ↘654 | →654 | ↗674 |
| 2010 | 2011 | 2012 | 2013 |      |      |
| ↘641 | ↘639 | ↘637 | →637 |      |      |

Национальный состав
Согласно результатам переписи 2002 года, в национальной структуре населения русские составляли 93 %.